# Expedição Novara

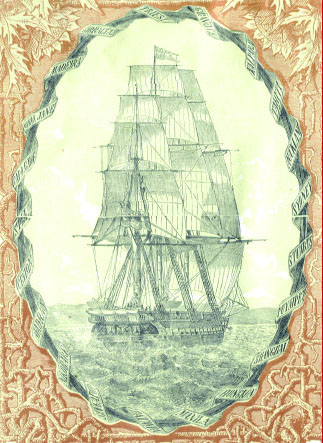
Ilustração de primeiro volume, 1861

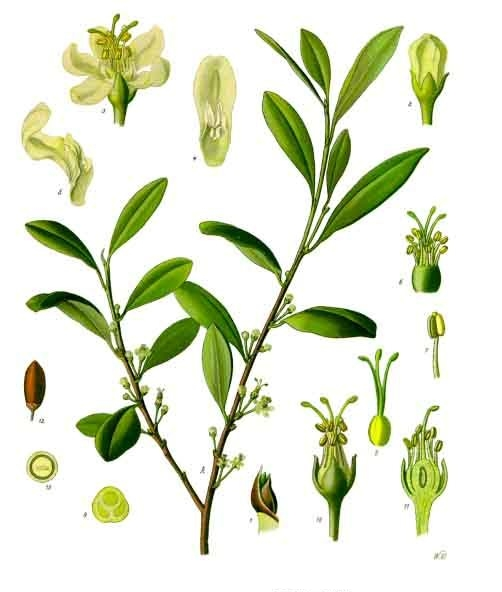
Ramo de coca

A Expedição Novara (1857 — 1859) foi a primeira e única grande missão de circum-navegação a vela da Marinha Austro-Húngara. Tornou-se mundialmente conhecida pelos publicação em diversas linguas de seus relatórios científicos da viagem.